# Andrei Alexandrowitsch Gontschar
Andrei Alexandrowitsch Gontschar, russisch Андрей Александрович Гончар,  englische Transkription Andrey Aleksandrovich Gonchar (* 21. November 1931 in Leningrad; † 10. Oktober 2012 in Moskau) war ein russischer Mathematiker, der sich mit Analysis befasste.
Gontschar wurde 1957 an der Lomonossow-Universität, an der er 1954 seinen Abschluss machte, bei Sergei Nikitowitsch Mergeljan promoviert und habilitierte sich 1964 (russischer Doktortitel) am Steklow-Institut. Er war Professor am Steklow-Institut und der Lomonossow-Universität. 1972 bis 2002 stand er der Abteilung Komplexe Analysis am Steklow-Institut vor.
Er befasste sich insbesondere mit Padé-Approximation (speziell dem Zusammenhang zwischen Konvergenz der Padé-Approximation und analytischen Eigenschaften der zu approximierenden Funktion), asymptotischen Eigenschaften orthogonaler Polynome (unter Verwendung von Potentialtheorie).
Er war Invited Speaker auf den Internationalen Mathematikerkongress in Berkeley 1986 (Rationale Approximation analytischer Funktionen). 1974 wurde er korrespondierendes und 1987 volles Mitglied der Akademie der Wissenschaften der UdSSR. 1991 bis 1998 war er deren Vizepräsident. 1993 wurde er mit der Keldysch-Goldmedaille ausgezeichnet. Im Jahr 1998 erhielt er den Demidow-Preis.
Von 1988 bis zu seinem Tod war er Herausgeber der mathematischen Zeitschrift Matematitscheskii sbornik.